# Упелниекс, Кристапс Кришс
Кристапс Кришс Упелниекс (латыш. Kristaps Krišs Upelnieks, в русских документах Кристап Янович Упелниекс, 24 июня 1891 года, — 20 ноября 1944 года, Лиепая) — офицер русской и латвийской армии. Поручик русской армии, капитан Латвийской армии. Кандидат экономических наук. Некоторые историки полагают, что Кристапс Кришс управлял группой Курелиса, был её основателем и идеологом.

## Биография
Кристапс Кришс Упелниекс родился 26 июня 1891 года в Саукской волости. В 1911 году закончил Якобштадтскую городскую школу с правами домашнего учителя. До 1914 года учительствовал, в начале Первой мировой войны призван в армию, окончил военное училище. Переведён в Латышский стрелковый резервный батальон. В июне 1917 года вступил в бой у Малой Юглы в составе 5-го Земгальского латышского стрелкового батальона, в команде пулемётчиков. Проявил себя храбрым офицером, в августе 1917 года удостоен Георгиевского креста IV степени.
После Октябрьской революции остался верен данной присяге и вместе со своим командиром Янисом Курелисом участвовал в создании белых латышских формирований и Имантского полка.
В ноябре 1919 года вернулся в Латвию и вступил в Латвийскую армию. Участвовал в боях с Красной армией в Латгалии. В 1920 году присвоено звание капитана.
Демобилизовался в 1923 году, поступил на службу в Министерство внутренних дел помощником Лиепайского префекта (1929—1932). После этого стал начальником полицейского участка в Тукумском и Талсинском уезде. С 1935 года — начальник 1-го полицейского участка Рижского уезда, позже ревизор Госконтроля.
После гражданской войны инициировал издание журнала «Aizsargs» (с латыш. — «Защитник», см. Айзсарги) и стал его первым редактором.

### Научная деятельность
В 1920 году Упелниекс на военных курсах получил аттестат о среднем образовании. В 1931 году окончил Рижский коммерческий институт. В 1932 году поступил на факультет народного хозяйства и права Латвийского университета, окончив его в 1937 году со степенью кандидата экономики. 3 ноября 1937 года оставлен на кафедре народнохозяйственной политики Латвийского университета для продолжения научной работы.
Награждён рядом премий, в том числе премией Кришьяниса Барона (1937) за научные труды.

### Идеологгруппы Курелиса
После оккупации территории Латвии нацистской Германией поступил на полицейскую службу в Риге, уже в 1942 году состоял в организации латышских офицеров.
После образования Латвийского Центрального совета Упелниекс становится фактическим руководителем её военной комиссии.
Генерал Курелис, в отличие от Рудольфа Бангерского, не поддерживал формирование Латышского легиона СС. Он вместе со своим давним соратником Кристапом Упелниексом вынашивал планы создания собственной военной силы — «партизанской армии», которая при вступлении красных на территорию Латвии организовывала бы диверсии в их тылу.
Упелниекса характеризуют как «патриота и фантазёра, верившего, что после разгрома немцев начнётся война западных демократий против СССР и повторится ситуация 1919 года, когда удалось избавить Латвию от обоих оккупантов. Он был уверен, что в Курземе удастся создать латвийское временное правительство или хотя бы провозгласить восстановление Латвийской Республики, а в случае падения „Курземской крепости“ — из Вентспилса по морю отступить в Швецию».
Вооружение группы началось в июле 1944 года, а осенью она сконцентрировалась в Курземе и установила контакт со спецслужбами Швеции и Великобритании. Упелниекс был назначен начальником штаба группы Курелиса.

### Расправа
1 ноября генерала Курелиса вызвали к обергруппенфюреру Еккельну, главе СС Остланда. В штабе Курелиса набросали меморандум: «Просим германское правительство, чтобы было официально декларировано признание и готовность фактически предоставить независимость Латвии». Курелис на встрече обещал Еккельну сформировать из беженцев в Курляндии 50-тысячную армию и развернуть партизанскую войну в тылу красных.
Однако Еккельн вызвал Курелиса, чтобы выяснить, не принимает ли он дезертиров из 19-й пехотной дивизии легиона СС. Курелис не признался, хотя дезертиров у него было много. Их ставили на довольствие, вместо того, чтобы сдавать немцам. Немцы об этом знали, как и о планах выйти из-под их подчинения.
7 ноября адъютант генерала Янис Грегорс делает запись в дневнике: «Серьёзные люди предупреждают, что нас окружат и расформируют. Если не сказать хуже…»
14 ноября группу Курелиса (неполный полк) окружили, накрыли миномётным огнём и предложили сдаться. Упелниекс предлагал вооружённое сопротивление, Курелис решил принять условия капитуляции.
8 офицеров штаба отдали под трибунал. Среди судей были и латыши — штандартенфюрер Палкавниекс и оберштурмбанфюрер Гайлитис. 19 ноября 1944 года Филипсонс, полковник Петер Лиепиньш, лейтенант-полковник Граудиньш, обер-лейтенанты Янис Грегорс, Прикулис и Раса, капитаны Кришс Упелниекс и Юлий Муцениекс были приговорены XVI судом СС к расстрелу. Приговор был приведён в исполнение в дюнах возле Лиепаи в ночь на 20 ноября 1944 года.
Остальные военнослужащие были разоружены; часть из них была отправлена в Латышский легион, а 2713 солдат и офицеров, включая самого генерала Курелиса — в Штуттгофский концлагерь.

## Научные труды
- «Kurzemes lauksaimniecība hercoga Jēkaba laikā» (Сельское хозяйство Курляндии в эпоху герцога Екаба)
- «Uzvārdu došana Vidzemes un Kurzemes zemniekiem» (Присвоение фамилий крестьянам Видземе и Курземе)
- «Kurzemes kuģniecība un kolonijas XVII g.simtenī» (Курляндское мореходство и колонии в XVII веке), 1930
- «Вексельное обращение» с комментариями, 1933

## Награды
- В августе 1917 года награжден солдатским Георгиевским крестом 4 степени за храбрость, № 999146.
- Кавалер ордена Лачплесиса, № 993.

## Память
Дочерью Упелниекса был создан фонд имени Упелниекса. За работу над фондом Лаума Упелниекс в 1998 году награждена орденом Трёх звезд.